# Nacionálně socialistický motoristický sbor

Vlajka NSKK.

Nacionálně socialistický motoristický sbor (německy Nationalsozialistisches Kraftfahrkorps), zkratka NSKK, byl jedinou motoristickou organizací Třetí říše.

## Předválečné období
Založen byl roku 1930 jako složka Sturmabteilung (SA) jako Nationalsozialistische Automobilkorps (Nacionálně socialistický automobilový sbor, NSAK). Tento spolek sloužil na přepravu členů SA a NSDAP na různé stranické akce. V roce 1931 byl přejmenován na NSKK a o tři roky později se vydělil z SA a stal se samostatnou organizací. Poté byl využíván jako školící organizace, která připravovala německou mládež k řidičským zkouškám. Mezi lety 1933 – 1939 vycvičil takto více než 200 000 lidí. Členové NSKK působili také jako pomocná dopravní policie a havarijní servis.

## Za války
Za války se úloha NSKK značně změnila. Před předem připravovanou válkou cvičil vojenské řidiče a dokonce jeho vozidla přepravovala materiál pro stavby pracovní organizace Todt, která stavěla po celém Německu a i na okupovaných územích. Později za války začal také sloužit u týlového zásobování armády a Luftwaffe. Příležitostně se účastnil i přímých vojenských akcí. V roce 1945 byl rozpuštěn, 10. října 1945 byl NSKK zákonem Kontrollratsgesetz Nr. 2 vydaným Spojeneckou kontrolní radou před Norimberskými procesy zakázán. Majetek organizace byl zkonfiskován. Stejně jako u dalších nacistických organizací je výroba, veřejné nošení nebo rozšiřování jeho insignií v Německu trestné (§ 86a StGB).

## Struktura
V čele NSKK stál vedoucí sboru (Korpsführer), podřízený přímo Hitlerovi. Vedoucí sboru se vystřídali za dobu existence NSKK dva, a to od roku 1934 Adolf Hühnlein a po jeho smrti roku 1942 Erwin Krauss. Vedoucímu byly podřízeny čtyři motoristické nadskupiny (Motorobergruppen), a to Sever, Východ, Jih a Západ. V čele nadskupiny stál NSKK-Obergruppenführer. Nadskupiny se pak dělily dále do motoristických skupin, brigád a pluků. Motoristický pluk (Motorstandarten) se skládal ze tří až čtyř motoristických oddílů (Motorstaffel), každý oddíl sestával z pěti motoristických rot (Motorsturm). Vedení NSKK pak přímo velelo třem motoristickým skupinám – Berlin, Ostland a Schlesien. NSKK odpovídalo také za vůdcovskou školu, technickou školu v Mnichově a za technické a výstrojní inspektoráty NSKK.